# Forestville Airport
Forestville Airport är en flygplats i Kanada.   Den ligger i regionen Côte-Nord och provinsen Québec, i den östra delen av landet, 600 km nordost om huvudstaden Ottawa. Forestville Airport ligger 85 meter över havet.
Terrängen runt Forestville Airport är platt. Havet är nära Forestville Airport åt sydost. Trakten är glest befolkad. Närmaste större samhälle är Forestville, 1,3 km sydost om Forestville Airport.